# Hastulopsis
Hastulopsis é um gênero de gastrópodes pertencente a família Terebridae.

## Espécies
- Hastulopsis baliensis Terryn & Dekker, 2017
- Hastulopsis blanda (Deshayes, 1859)[2]
- Hastulopsis cebuensis Gargiulo, 2014
- Hastulopsis elialae (Aubry, 1994)[3]
- Hastulopsis gotoensis (E.A. Smith, 1879)[4]
- Hastulopsis loisae (E.A. Smith, 1903)[5]
- Hastulopsis maestratii Terryn & Rosado, 2011
- Hastulopsis marmorata (Deshayes, 1859)[6]
- Hastulopsis masirahensis Terryn & Rosado, 2016
- Hastulopsis melanacme (E.A. Smith, 1873)[7]
- Hastulopsis mirbatensis Terryn & Rosado, 2016
- Hastulopsis suspensa (E.A. Smith, 1904)[8]
- Hastulopsis whiteheadae (Aubry & Marquet, 1995)[9]

Espécies trazidas para a sinonímia
- Hastulopsis alvelolata (Hinds, 1844): sinônimo de Maculauger alveolatus (Hinds, 1844)
- Hastulopsis alveolata (Hinds, 1844):[10] sinônimo de Maculauger alveolatus (Hinds, 1844)
- Hastulopsis amoena (Deshayes, 1859):[11] sinônimo de Myurella amoena (Deshayes, 1859)
- Hastulopsis bilineata (Aubry, 2004):[12] sinônimo de Myurella bilineata (Sprague, 2004)
- Hastulopsis burchi (Bratcher & Cernohorsky, 1982):[13] sinônimo de Myurella burchi (Bratcher & Cernohorsky, 1982)
- Hastulopsis campbelli (Burch, 1965):[14] sinônimo de Maculauger campbelli (R. D. Burch, 1965)
- Hastulopsis castigata (A. H. Cooke, 1885): sinônimo de Maculauger castigatus (A. H. Cooke, 1885)
- Hastulopsis conspersa (Hinds, 1844):[15] sinônimo de Myurella conspersa (Hinds, 1844)
- Hastulopsis gotoensis (E.A. Smith, 1961): sinônimo de Hastulopsis gotoensis (E.A. Smith, 1879)
- Hastulopsis hindsi (Deshayes, 1857): sinônimo de Hastulopsis conspersa (Hinds, 1844)
- Hastulopsis mindanaoensis Aubry, 2008:[16] sinônimo de Myurella mindanaoensis (Aubry, 2008)
- Hastulopsis minipulchra (Bozzetti, 2008): sinônimo de Maculauger minipulcher (Bozzetti, 2008)
- Hastulopsis pertusa (Born, 1778):[17] sinônimo de Myurella pertusa (Born, 1778)
- Hastulopsis pseudopertusa (Bratcher & Cernohorsky, 1985):[18] sinônimo de Maculauger kokiy Pacaud & Lesport, 2020
- Hastulopsis turrita (E.A. Smith, 1873):[19] sinônimo de Punctoterebra turrita (E. A. Smith, 1873)